# Reserva nacional Isla Mocha
La Reserva Nacional de Isla Mocha tiene una superficie de 2.367,95 ha, y ocupa alrededor del 45% de la Isla Mocha, una isla situada frente a las costas de la provincia de Arauco en la Región del Biobío, Chile. La Reserva fue creada como tal en el año 1988, no obstante que el reconocimiento de la importancia de protegerla data del año 1979, año en el cual fue declarada Area de Protección.

## Ecología
La parte alta de ésta consta de dos cordones montañosos paralelos a la costa y que discurren de norte a sur. La franja costera no se encuentra protegida y alberga la totalidad de la población humana de la isla.
Al internarse por el sendero, se asciende en altitud hacia la montaña: la flora y la fauna tienen un notable incremento, tanto en su densidad como en su variedad. La flora y la fauna de la isla en general, difiere de la biota continental adyacente. Los cerros en la reserva están cubiertos de vegetación que es muy similar al ecorregión bosque valdiviano.

### Flora
En la Reserva es fácil encontrar grandes extensiones arbóreas, donde abundan especies de árboles maderables o de importancia económica. Al menos 10 especies de árboles conforman la flora maderera, donde predomina el olivillo. El lingue y el ulmo son muy escasos, mientras que el boldo y el laurel fueron en el pasado muy abundantes pero su presencia ha declinado por el uso que se la ha dado en la industria de la construcción. Los helechos se ven representados por más de 35 especies.
Otras especies incluyen el arrayán, pitra, luma, tepa, melí, canelo, tiaca y el sauco del diablo. Las especies del género Nothofagus están ausente en la isla.

### Fauna
Se encuentran más de 100 especies de aves, entre ellas las permanentes, transitorias y migratorias. Hay varias especies de anfibios, reptiles y seis especies de mamíferos. Representa el sitio más importante de nidificación de la fardela blanca, una especie considerada vulnerable. Al menos 25 especies de coleópteros representados por 15 familias se han visto asociados al boldo.

## Geología
La isla es de origen volcánico con un sustrato conocido como "cancagua". La edad geológica de la isla sería semejante a la de la Cordillera de Nahuelbuta y la Planicie de Arauco. La isla está formado por un complejo geológico del mioceno, similar a la formación Ranquil de Arauco.

## Senderos

### Sendero Camino Nuevo
El recorrido es de aproximadamente 1 hora y media, y está señalizado y despejado. Atraviesa la isla de levante a poniente, y se va caminando por un sendero de naturaleza virgen con helechos Musgos, Nalcas, Olivillos, Notros, Canelos, Pellines, Avellanos, y Arrayanes de Gran tamaño, y una Fauna con una variedad de especies como La Fárdela Castellana o blanca, Choroy, Cachañas y el hermoso Chucao. Terminando este Sendero se llega a un mirador con una impresionante vista al faro viejo.

### Sendero a la Laguna
Duración de ida y vuelta: 3 horas. Este sendero es poco visitado, mas está totalmente señalizado por CONAF. Es un sendero de real interés para la observación de la fauna existente, siendo esta laguna refugio de aves Migratorias como la Fárdela Castellana.
La isla en su parte sur se encuentra rodeada de roqueríos que conforman numerosos islotes que permiten el desarrollo de una abundante fauna marina con espectaculares loberías, donde un safari fotográfico será siempre el mejor testimonio de la visita a este increíble lugar de ensueño.

## Turismo
Esta reserva recibe una pequeña cantidad de visitantes cada año.
| Año         | 2010 | 2011 | 2012 | 2013  | 2014  | 2015  | 2016  | 2017  | 2018  | 2019  | 2020 | 2021 | 2022 | 2023 | 2024 |
| ----------- | ---- | ---- | ---- | ----- | ----- | ----- | ----- | ----- | ----- | ----- | ---- | ---- | ---- | ---- | ---- |
| chilenos    | 162  | 534  | 622  | 1.288 | 1.031 | 1.555 | 2.056 | 1.197 | 1.765 | 1.026 | 232  | 232  | 408  | 595  | 360  |
| extranjeros | 21   | 24   | 94   | 76    | 52    | 75    | 89    | 58    | 42    | 36    | 12   | 0    | 8    | 4    | 26   |
| Total       | 183  | 558  | 716  | 1.364 | 1.083 | 1.630 | 2.145 | 1.255 | 1.807 | 1.062 | 244  | 232  | 416  | 599  | 386  |